# Coupe du monde de cyclisme sur route 2002
Navigation
Édition précédente Édition suivante
La Coupe du monde de cyclisme 2002 fut la 14e édition de la Coupe du monde de cyclisme sur route.

## Épreuves
| Date       | Course                       | Pays      | Vainqueur        | Équipe             |
| ---------- | ---------------------------- | --------- | ---------------- | ------------------ |
| 23 mars    | Milan-San Remo               | Italie    | Mario Cipollini  | Acqua & Sapone     |
| 7 avril    | Tour des Flandres            | Belgique  | Andrea Tafi      | Mapei - Quick Step |
| 14 avril   | Paris-Roubaix                | France    | Johan Museeuw    | Domo-Farm Frites   |
| 21 avril   | Liège-Bastogne-Liège         | Belgique  | Paolo Bettini    | Mapei - Quick Step |
| 28 avril   | Amstel Gold Race             | Pays-Bas  | Michele Bartoli  | Fassa Bortolo      |
| 4 août     | HEW Cyclassics               | Allemagne | Johan Museeuw    | Domo-Farm Frites   |
| 10 août    | Classique de Saint-Sébastien | Espagne   | Laurent Jalabert | CSC                |
| 18 août    | Championnat de Zurich        | Suisse    | Dario Frigo      | Tacconi Sport      |
| 6 octobre  | Paris-Tours                  | France    | Jakob Piil       | CSC                |
| 19 octobre | Tour de Lombardie            | Italie    | Michele Bartoli  | Fassa Bortolo      |

## Classements finals

### Individuel
| Position | Coureur           | Équipe             | Points |
| -------- | ----------------- | ------------------ | ------ |
| 1        | Paolo Bettini     | Mapei - Quick Step | 279    |
| 2        | Johan Museeuw     | Domo-Farm Frites   | 270    |
| 3        | Michele Bartoli   | Fassa Bortolo      | 242    |
| 4        | Igor Astarloa     | Saeco              | 183    |
| 5        | Davide Rebellin   | Gerolsteiner       | 179    |
| 6        | Dario Frigo       | Tacconi Sport      | 156    |
| 7        | George Hincapie   | US Postal Service  | 124    |
| 8        | Peter Van Petegem | Lotto - Adecco     | 121    |
| 9        | Óscar Freire      | Mapei - Quick Step | 111    |
| 10       | Jo Planckaert     | Cofidis            | 107    |

### Par équipes
| Position | Équipe           | Points |
| -------- | ---------------- | ------ |
| 1        | Mapei-Quick Step | 71     |
| 2        | Fassa Bortolo    | 51     |
| 3        | Saeco            | 49     |
| 4        | Domo-Farm Frites | 45     |
| 5        | Lotto-Adecco     | 39     |
| 6        | Cofidis          | 36     |
| 7        | Rabobank         | 31     |
| 8        | Team CSC-Tiscali | 28     |
| 9        | Lampre-Daikin    | 28     |
| 10       | Team Telekom     | 25     |